# Charlie Patino
Charlie Michael Patino (* 17. Oktober 2003 in Watford) ist ein englischer Fußballspieler, der beim Premier-League-Klub FC Arsenal und derzeit auf Leihbasis bei Swansea City in der EFL Championship spielt.

## Karriere

### Verein
Der in Watford geborene Patino begann seine Karriere bei St Albans City, bevor er im Alter von sieben Jahren zu Luton Town wechselte. Im Alter von 11 Jahren wechselte er 2015 für eine Ablöse von 10.000 Pfund Sterling zu Arsenal. Patino stieg bei Arsenal schnell auf und spielte bereits im Alter von 14 Jahren in der U-18-Mannschaft. Er wurde von seinen Jugendtrainern als Ausnahmetalent bezeichnet. Er unterschrieb seinen ersten Profivertrag bei Arsenal im Oktober 2020 und wurde im selben Jahr von The Guardian zu den 20 besten jungen Talenten der Premier League gewählt. Am 21. Dezember gab Patino beim 5:1-Sieg im EFL-Pokal-Viertelfinale gegen den AFC Sunderland sein Debüt für Arsenal im Profifußball. Er erzielte das letzte Tor des Spiels kurz nachdem er Emile Smith Rowe ersetzt hatte.
Am 3. August 2022 wurde Patino für die Saison 2022/23 an Blackpool ausgeliehen, sein Debüt gab er am 6. August bei Stoke City, wo er in der zweiten Halbzeit für Lewis Fiorini eingewechselt wurde. Patino erzielte sein erstes Tor für die Tangerines am 17. September bei der 1:2-Niederlage gegen den FC Millwall.
Für die Saison 2023/24 folgte die Leihe zu Swansea City.

### Nationalmannschaft
Aufgrund seiner Abstammung ist Patino auch für Spanien spielberechtigt und Berichten zufolge bemühte sich der spanische Fußballverband um ihn. Bisher spielte Patino in verschiedenen Jugendauswahlen Englands von der U-15 bis zur U-21-Auswahl.

## Spielweise
Als technisch versierter Mittelfeldspieler wurde er in seiner Spielweise mit Spielern wie Cesc Fàbregas oder Frenkie de Jong verglichen.